# Hatifa
Hatifa, Alternativtitel Hatifa und das Kätzchen, ist ein Kinderfilm aus dem Jahr 1960. Die DEFA-Produktion entstand unter der Regie von Siegfried Hartmann. Er beruht auf der gleichnamigen Erzählung von Willi Meinck.

## Handlung
Hatifa und Hodja sitzen beim alten Simsal. Beide besitzen die Hälfte eines Amuletts und lassen Simsal die Geschichte des Schmuckstücks und damit auch Hatifas Geschichte erzählen.
Hatifa erhält das Amulett als kleines Kind von ihrer Mutter, bevor diese von den schwarzbärtigen Kriegern Assurs getötet wird. Hatifa wird versklavt und muss in einem Steinbruch arbeiten. Von dort gelingt ihr eines Tages die Flucht. Sie irrt, immer begleitet von ihrer Katze Rana, durch die Wüste, bevor sie von dem weisen Traumdeuter Simsal und dem jungen Hodja, der als freier Knecht im Dienst des Kriegers Ganem steht, gefunden wird. Hatifa zieht mit Ganems Karawane mit, doch bald sieht Simsal zufällig ihr Sklavenmal auf der Schulter und rät ihr, niemandem ihr Geheimnis anzuvertrauen. Hatifa schenkt Simsal dankbar ihr Amulett, doch der zerbricht es und gibt eine Hälfte ihr und die andere Hodja. Es soll den Bund der Freundschaft zwischen beiden verstärken. Als Hatifa hört, dass Menschen, die Sklaven verstecken, mit dem Tod bestraft werden, flieht sie nachts mit Hodja von der Karawane. Ganem holt beide ein und will Hatifa zurück zum Steinbruch bringen, doch überzeugt sie ihn, in der Stadt Ninive einen Schekel Silber zu erwerben und ihm für sein Schweigen zu zahlen.
In Ninive wird Hatifa in das Haus Simsals aufgenommen, der ihr reiche Kleidung schenkt. Simsal trifft sich in Ninive heimlich mit dem ehemaligen Sklaven und jetzigen Seeräuber Zadok und überbringt ihm Nachricht aus Nairabu: Der Sklavenhändler Anaximandros plant, mit einer Schiffsladung voller Sklavenfrauen in See zu stechen. Der von Sklavenhändlern gefürchtete Zadok will das Schiff überfallen und die Sklaven retten. Insgeheim hofft er, dass er so auch eines Tages seine einst entführte und nun vermutlich versklavte Tochter wiederfinden wird.
Hatifa erkennt, dass Ganem in der Stadt ist und sucht ihn auf, um Hodja wiederzusehen. Ganem besteht jedoch auf der ausgemachten Summe Silber und Hatifa schenkt ihm vergeblich einen Ring, der weit mehr wert wäre. Ganem verschleppt sie zum Steinbruch, wo er zwar kein Geld für Hatifa erhält, die jedoch sofort an Anaximandros weiterverkauft wird.
Hodja ist es unterdessen gelungen, Simsal vom Schicksal Hatifas zu berichten. Gemeinsam gelingt es ihnen, Hatifas Spur zum Schiff des Anaximandros zu folgen. Dort lässt sich Simsal als Schreiber einstellen und Hodja gelingt es, sich heimlich aufs Schiff zu schmuggeln. Mit Stelzbein befindet sich zudem einer der Männer Zadoks und ein Freund Simsals an Bord. Hodja kann Rana heimlich sein Amulett umbinden und so Hatifa signalisieren, dass Retter an Bord sind. Als Zadoks Schiff am Horizont erscheint, bewaffnet Hodja die Galeerensklaven. Mit ihrer Hilfe und den Männern Zadoks gelingt es, die Soldaten Anaximandros’ zu besiegen und die versklavten Frauen zu befreien. Später sieht man Hatifa und Hodja, die ihre Amuletthälften aneinanderhalten. Zadok erkennt im Amulett das einstige Schmuckstück seiner Frau und eröffnet Hatifa, dass er ihr Vater ist. Zu dritt gehen sie am Strand davon.
Simsal endet seine Erzählung. Hatifa freut sich, dass Zadok, der schon wieder auf See ist um weitere Sklaven zu befreien, am nächsten Tag zurück nach Hause kommen wird.

## Produktion
Große Teile des Films entstanden im Studio Babelsberg. Die Bauten schufen Hans Poppe, Franz F. Fürst und Joachim Keller. Szenen um das Sklavenschiff im zweiten Teil des Films entstanden zum Teil auf der Ostseeinsel Rügen um Glowe und Lauterbach. Die Szenen im Steinbruch wurden im Granodiorit-Massiv östlich von Dresden gedreht. Für den Film wurden neben Maultieren und Eseln auch vier Kamele aus dem Tierpark Berlin-Friedrichsfelde organisiert.
Der Film erlebte am 25. Juli 1960 auf der Freilichtbühne am Werbellinsee im Rahmen der Ersten Internationalen Kindertage des Weltbundes der Demokratischen Jugend seine Premiere.

## Kritik
Die zeitgenössische Kritik der DDR schrieb, dass der Erwachsene deutlich das Bemühen spüre, „keine spannenden Szenen um ihrer selbst willen zu schaffen. Und doch läßt sich denken, daß vieles, wovon nur gesprochen wird und manches andere bunter, bewegter und interessanter, oft auch aufschlußreicher hätte geschildert werden können“. Während ein Teil der Kritiker vor allem die „behutsam[en] kleine[n] Spannungsbögen“ des Films im Hinblick auf die Wesensart junger Zuschauer als nachteilig empfanden, lobten andere Kritiker Hatifa: Der Film „strahlt den Zauber orientalischer Märchen aus und verbindet damit zugleich eine Spannungsgeladenheit, die die kindliche Phantasie und Abenteuerlust gefangen nehmen wird“.
Frank-Burkhard Habel kritisierte den Film als „stilistisch uneinheitlich“ und „uninspiriert“.
Das Lexikon des internationalen Films schrieb über Hatifa, er sei ein „in Pappkulissen aufwendig inszenierter, teilweise spannender Märchenfilm, der die Zeit der Sklavenhaltergesellschaft zu bebildern versucht und mit einem revolutionären Aufstand endet.“
Cinema befand: „Etwas mehr Spannung hätte dem real-sozialistischen Antikabenteuer ganz gut getan.“

## Auszeichnung
Hatifa wurde auf dem II. Internationalen Filmfestival Neu-Delhi 1961 mit der Silbernen Lotusblume ausgezeichnet.